# Шишкино (Уренский район)
Шишкино — деревня в составе Большепесочнинского сельсовета в Уренском районе Нижегородской области.

## География
Находится на расстоянии примерно 16 километров по прямой на восток-северо-восток от районного центра города Урень.

## История
Деревня до 1768 года относилась к главной дворцовой канцелярии, потом Придворной конторы, с 1797 крестьяне стали удельными. Население было старообрядцами спасова согласия. Последний владелец был В.Н.Бровин. В 1916 году 31 двор и 168 жителей. До пожара 1929 года деревня находилась на полкилометра севернее. В советское время работал колхоз им. 1 мая. В 1978 году было 30 дворов и 82 жителя, а в 1994 20 дворов и 25 жителей.

## Население
Постоянное население  составляло 20 человек (русские 85%) в 2002 году, 22 в 2010 .